# Лонате-Чеппино
Лонате-Чеппино (итал. Lonate Ceppino) — коммуна в Италии, находится в провинции Варесе области Ломбардия.
Население составляет 4068 человек, плотность населения составляет 1017 чел./км². Занимает площадь 4 км². Почтовый индекс — 21050. Телефонный код — 0331.
Покровителями коммуны почитаются Пресвятая Богородица, празднование во второе воскресенье октября, и святые апостолы Пётр и Павел, празднование 29 июня.